# The Dog
The Dog är en svensk dramafilm som hade premiär på Africa International Film Festival i Lagos, Nigeria den 6 november 2024 Filmen är regisserad av Baker Karim som även svarat för filmens manus tillsammans med Victor Gatonye och George Mungai. Filmen har biopremiär i Sverige den 22 augusti 2025, utgiven av Njutafilms.

## Handling
Filmen utspelar sig i Mombasa, Kenya och handlar om småfifflaren MZ som anlitas för att köra en ung vacker eskort, Kadzo, till och från hennes uppdrag. När MZ själv faller för Kadzo bestämmer han sig för att rädda henne från situationen hon befinner sig i. Snart hamnar han i en dramatisk händelsekedja.

## Rollista (i urval)
- Alexander Karim - MZ
- Caroline Muthoni - Kadzo
- Robert Agengo - Papa
- Lorna Lemi - Raha
- Caroline Midimo - Saddam